# Isolobodon
Isolobodon är ett släkte av utdöda däggdjur. Isolobodon ingår i familjen bäverråttor.
Arter enligt Catalogue of Life och Wilson & Reeder (2005):
- Isolobodon montanus
- Isolobodon portoricensis

Enligt uppskattningar hade arterna ungefär samma storlek och utseende som den Dominikanska bäverråttan. De tydligaste skillnader finns i tändernas konstruktion. Arter från släktet Isolobodon hade en ring av tandcement kring molarerna. Dessutom var deras övre framtänder på ett annat sätt fäst i överkäken.
Troligen bildades släktet på Hispaniola och med ursprungsbefolkningens hjälp nådde arterna mindre öar i samma region. Kvarlevor av arten Isolobodon portoricensis hittades i gamla avfallshögar och därför antas att djuret fångades för köttets skull. Gnagaren kan ha varit ett husdjur. Den andra arten levde i bergstrakter och bara ett fåtal kvarlevor är bevarade. Varför arterna försvann är inte helt klarlagt men troligen dog de upp på grund av habitatförstöring efter européernas ankomst i Västindien.